# 対中政策に関する列国議会連盟
対中政策に関する列国議会連盟（英語: Inter-Parliamentary Alliance on China、IPAC）は、中華人民共和国及びその執政政党たる中国共産党と、民主主義諸国間の交渉のあり方の改革を目的に、民主主義諸国の国会議員たちによって設立された国際議員連盟である。1989年の天安門事件発生日に合わせ、2020年6月4日に設立された。議長はイギリス保守党の元党首であるイアン・ダンカン・スミス。

## 概要
2020年に中華人民共和国はその議会である全国人民代表大会において、一国二制度の下で2047年までの高度な自治が約束されている香港に対しその自治を有名無実化する国家安全法の導入の決定を可決したが、そのことが議連結成への契機となった。議連は中国に強い姿勢で臨むべきとの姿勢をとり、自国の政府に中国へ強い姿勢へ臨むべきだと働きかけたい考えである。
米国、英国、豪州、フランス、ドイツ、イタリア、カナダ、チェコ、スイス、欧州議会、日本、リトアニア、ベルギー、オランダ、アイルランド、ニュージーランド、デンマーク、ノルウェー、スウェーデン、ウガンダの19カ国の議員が参加している。声明では、共同議長が以下の声明を発表した。 
 中国共産党が領導する中華人民共和国は、今や世界的な課題となっている。 （民主主義）諸国が価値観と人権のために立ち上がるとき、それは時には多大な犠牲を払いながら、単独で行われてきた。 どの国もこの負担を一国で負うべきではない 。 対中列国議連は、中華人民共和国の現在の行動と将来の野心によってもたらされる課題に対する民主主義国家間の協調的対応を促進するために結成された。 ある国の中での与野党の関係であるとか、国境だとかを乗り越えた、共通の原則と枠組みによる集団を結成することで、自由主義陣営の民主主義は、その目的に忠実な、法規に則っている人権制度を維持できるだろう。 
日本からの参加者の代表は自民党に属する中谷元元防衛大臣と、山尾志桜里元議員が務める。中谷氏は中国政府について「いかなる国の独裁も国際的な安定したルールを破壊する行為で許されない」と厳しく批判したうえで、日本政府に対しても「言うべきことは言うべき」と注文を付けた。
2021年10月29日、IPAC主催の中国の人権問題に関する会合で、台湾（中華民国）の呉釗燮外交部長は、民主主義国の結束を訴え、「中国共産党主導の中国の台頭は、世界の民主主義に対する決定的な挑戦だ」と主張し、中国が台湾への軍事威嚇を強めることに触れ、「われわれは断固として自衛する」と述べた。

## 参加議員
| 人物名                                               | 所属する議会名                 | 所属政党                                   | 参加した日   | 出典           |
| ---------------------------------------------------- | ------------------------------ | ------------------------------------------ | ------------ | -------------- |
| キンバリー・キッチン（Kimberley Kitching）           | オーストラリア元老院           | オーストラリア労働党                       | 2020年6月4日 | The Australian |
| アンドリュー・ヘイスティ（Andrew Hastie）            | オーストラリア代議院           | オーストラリア自由党                       | 2020年6月4日 | The Australian |
| ガーネット・ジェナイス（Garnett Genuis）             | カナダ議会                     | カナダ保守党                               | 2020年6月4日 | Globe and Mail |
| ジョン・マッキー（John McKay）                       | カナダ議会                     | カナダ自由党                               | 2020年6月4日 | Globe and Mail |
| ラインハルト・ビュティコファー（Reinhard Bütikofer） | 欧州議会                       | 同盟90/緑の党                              | 2020年6月4日 | Newsweek       |
| ミリアム・レックスマン（Miriam Lexmann）             | 欧州議会                       | キリスト教民主同盟＝チェコスロバキア人民党 | 2020年6月4日 | The Diplomat   |
| マルガレーテ・バウぜ（Margarete Bause）              | ドイツ連邦議会                 | 同盟90/緑の党                              | 2020年6月4日 | SMH            |
| ミヒャエル・ブラント（Michael Brand）                | ドイツ連邦議会                 | キリスト教民主同盟・キリスト教社会同盟     | 2020年6月4日 | SCMP           |
| 中谷元                                               | 衆議院                         | 自由民主党                                 | 2020年6月4日 | Bloomberg      |
| マンタス・アドメナス（Mantas Adomėnas）              | リトアニア議会                 | 祖国同盟                                   | 2020年6月6日 | India Today    |
| Dovilė Šakalienė                                     | リトアニア議会                 | リトアニア社会民主連合                     | 2020年6月6日 | I-PAC          |
| Martijn van Helvert                                  | オランダ第二院                 | キリスト教民主党                           | 2020年6月6日 | India Today    |
| Henk Krol                                            | オランダ第二院                 | 未来のための党                             | 2020年6月6日 | India Today    |
| Trine Skei Grande                                    | ノルウェー議会                 | ノルウェー自由党                           | 2020年6月6日 | SMH            |
| ミカル・テツシュナー（Michael Tetzschner）           | ノルウェー議会                 | 保守党 (ノルウェー)                        | 2020年6月4日 | India Today    |
| Fredrik Malm                                         | スウェーデン議会               | 自由党 (スウェーデン)                      | 2020年6月4日 | SMH            |
| Elisabet Lann（副市長）                              | スウェーデン・ヨーテボリ市議会 | キリスト教民主党 (スウェーデン)            | 2020年6月4日 | Time           |
| ヘレナ・ケネディー（Helena Kennedy）                 | イギリス上院                   | 労働党 (イギリス)                          | 2020年6月4日 | The Guardian   |
| イアン・ダンカン・スミス                             | イギリス下院                   | 保守党 (イギリス)                          | 2020年6月4日 | The Guardian   |
| ロバート・メネンデス                                 | アメリカ合衆国上院             | 民主党 (アメリカ合衆国)                    | 2020年6月4日 | Time           |
| マルコ・ルビオ                                       | アメリカ合衆国上院             | 共和党 (アメリカ合衆国)                    | 2020年6月4日 | Time           |